# Mike and Dave Need Wedding Dates
Mike and Dave Need Wedding Dates (bra: Os Caça-Noivas; prt: Mulheres Procuram-se para Ir a Casamento) é um filme de comédia americano de 2016, dirigido por Jake Szymanski e escrito por Andrew J. Cohen e Brendan O'Brien. Estrelado por Zac Efron e Adam DeVine, como os personagens do título, que colocaram um anúncio em que precisavam de acompanhantes para o casamento de sua irmã, e dispõe de Anna Kendrick e Aubrey Plaza como as meninas que atendem ao anúncio. O filme é baseado em um verdadeiro anúncio no Craigslist colocado por dois irmãos que queriam acompanhantes para o casamento de sua prima que se tornou viral em fevereiro de 2013, que, em seguida, se transformou em um livro, Mike and Dave Need Wedding Dates: and A Thousand Cocktails.
O filme foi lançado nos cinemas em 8 de julho de 2016, pela 20th Century Fox. Ele recebeu críticas mistas dos críticos e arrecadou mais de US$ 77 milhões em todo o mundo.

## Elenco
- Zac Efron como David "Dave" Stangle
- Anna Kendrick como Alice
- Adam DeVine como Michael "Mike" Stangle
- Aubrey Plaza como Tatiana
- Stephen Root como Burt Stangle
- Stephanie Faracy como Rosie
- Sugar Lyn Beard como Jeanie Stangle
- Sam Richardson como Eric
- Alice Wetterlund como Prima Terry
- Mary Holland como Becky
- Kumail Nanjiani como Keanu
- Jake Johnson como Ronnie
- Marc Maron como Randy
- Wendy Williams como ela mesma
- Branscombe Richmond como Chef Kalani
- Chloe Bridges como  Apartament Chloe
- Lavell Crawford como Keith

## Produção
O filme é baseado em um evento real no qual os irmãos Mike e Dave Stangle publicaram um anúncio bem-humorado em busca de acompanhantes de casamento no Craigslist. Os Stangles tinham um amigo que trabalhava na Creative Artists Agency que, depois que o anúncio se tornou popular, ajudou os irmãos a assinarem um contrato de filme e livro.

### Elenco
Em janeiro de 2015, Zac Efron se juntou ao elenco do filme, com Jake Szymanski dirigindo a partir de um roteiro de Andrew J. Cohen e Brendan O'Brien, enquanto Peter Chernin, David Rrady, Jenno Topping, e Jonathan Levine foram estabelecidas para produzir seus banner Chernin Entertainment . Em fevereiro, Adam DeVine se juntou ao elenco do filme. Em abril de 2015, Aubrey Plaza e Anna Kendrick juntaram-se ao elenco. Em maio de 2015, Stephen Root se juntou ao elenco do filme, que retrata o papel de pai dos personagens de Efron e DeVine. Em junho de 2015, Sam Richardson e Alice Wetterlund se juntaram ao elenco do filme.

### Filmagens
A fotografia principal começou em 25 de maio de 2015, e estendeu-se até 13 de agosto de 2015. No dia 2 de junho, o elenco principal começou a filmar em Oahu, Havaí. No dia 3 de junho, Efron foi flagrado filmando. No dia 11 de junho, Kendrick foi flagrada filmando. No dia 12 de junho, Efron e DeVine estavam filmando em uma praia Havaiana. No dia 15 de junho, Efron foi em conjunto com o DeVine. No dia 16 de junho, mais filmagem ocorreram envolvendo os personagens principais do filme.

## Lançamento
O filme foi lançado em 8 de julho de 2016, nos Estados Unidos, pela 20th Century Fox. Em Portugal e no Brasil, o filme foi lançado em 28 de julho de 2016.

## Recepção

### Bilheteria
Mike and Dave Need Wedding Dates arrecadou US$ 46 milhões na América do Norte e US$ 31 milhões em outros territórios, para um total mundial de US$ 77 milhões, contra um orçamento de US$ 33 milhões.

### Crítica
Mike and Dave Need Wedding Dates recebeu críticas mistas dos críticos. No Rotten tomatoes, o filme tem um índice de aprovação de 35%, com base em 146 avaliações, com uma classificação média de 4.8/10. No Metacritic, o filme tem uma pontuação de 51 em cada 100 com base em 32 críticos, indicando "misto ou a média de revisões". Audiências entrevistados pela CinemaScore , deu ao filme uma nota média de "B" em uma  escala de A+ a F.